# Estézargues
Estézargues là một xã trong tỉnh Gard thuộc vùng Occitanie, phía nam nước Pháp. Xã Estézargues nằm ở khu vực có độ cao trung bình 135 mét trên mực nước biển.